# 이금룡
이금룡(李錦龍, 일본식 이름: 香山長春, 1906년 6월 16일 ~ 1955년 4월 3일)은 한국의 영화 배우이다. 본명은 이금룡(李金龍)이다.

## 생애
배재학당을 수료하고 조선배우학교에서 연기 공부를 시작했다. 조선배우학교가 폐교한 뒤 1926년에 조선키네마에 입사해 본격적으로 영화계에서 일하기 시작했다.
1927년 나운규가 나운규프로덕션을 세우고 창립작으로 제작한 《잘 있거라》(1927)에서 부호이자 색마인 민범식 역으로 데뷔하여 나운규프로덕션에서 활동했다. 나운규와는 《아리랑》(1926)을 찍은 조선키네마 시절부터 함께한 사이였다. 《아리랑》에 단역으로 출연했다는 기록도 있으나, 본인의 회고에서는 《아리랑》이 개봉된 뒤 조선키네마에 입사한 것으로 되어 있다.
반일 정서를 담아 정치색이 짙은 영화였던 《들쥐》(1927)와 《사랑을 찾아서》(1928)에 출연했으며, 《사랑을 찾아서》에서 노역인 나팔수 역을 맡은 이래 노역을 전담했다. 이금룡은 나운규프로덕션의 전 작품에 출연한 핵심 배우였다.
그러나 1929년 경부터 불황과 함께 경영이 어려워지면서 중심 인물인 나운규와 동인들 사이의 불화가 불거졌다. 이때 이금룡을 비롯한 여러 동인들이 나운규를 비판하고 나운규프로덕션을 탈퇴하였다. 1930년에는 자신이 시나리오를 쓴 《어사 박문수전》을 연출했으나, 이 영화가 흥행에 실패한 이후 영화 배우로만 활동했다.
1932년부터 약 3년 동안의 공백기를 가진 뒤 안종화의 《역습》에 출연하면서 복귀했다. 이후 활발한 활동으로 1930년대 후반을 대표하는 배우 중 한 명이 되었다. 무성 영화 배우 가운데 발성 영화 등장 이후까지 살아남은 배우이기도 하다. 박기채가 이금룡을 가리켜 겸손하고 온후한 성품이며 과묵하다고 평한 인물평이 남아 있다.
일제강점기 말기에 《지원병》(1941), 《젊은 모습(일본어: 若き姿)》(1943), 《병정님》(1944) 등 친일 영화에 출연하여, 2008년 발표된 민족문제연구소의 친일인명사전 수록예정자 명단 연극/영화 부문에 포함되었다.
이규환 감독의 흥행작 《춘향전》(1955)에서는 변사또 역을 맡았고, 마지막 출연작은 홍성기 연출의 멜로 영화 《열애》(1955)이다. 《열애》 촬영 도중 사망한 그를 기려 동료들이 민간영화상인 금룡상을 제정해 수여했다.

## 참고자료
- 강옥희,이영미,이순진,이승희 (2006년 12월 15일). 《식민지시대 대중예술인 사전》. 서울: 소도. 240~243쪽쪽. ISBN 978-89-90626-26-4.